# My Nintendo Picross: The Legend of Zelda: Twilight Princess
My Nintendo Picross: The Legend of Zelda: Twilight Princess è un videogioco rompicapo scaricabile per Nintendo 3DS. Si tratta di uno spin-off della omonima serie Nintendo basato su rompicapo Picross.
Avvalendosi delle immagini, dei personaggi, delle azioni e degli oggetti presenti nel dodicesimo capitolo della serie, The Legend of Zelda - Twilight Princess, il videogioco è stato lanciato come premio esclusivo My Nintendo per celebrare il lancio del programma fedeltà per i propri consumatori.
Il videogioco costa 1 000 punti di platino, ottenibili acquistando videogiochi per console Nintendo e/o completando degli obiettivi sul sito di My Nintendo.

## Modalità di gioco
Un Picross è un puzzle a griglia dove determinate caselle devono essere riempite per creare un'immagine. I numeri di suggerimento sono adiacenti a ciascuna riga orizzontale e verticale, che indicano quante caselle in quella riga devono essere riempite.
Durante ogni puzzle, viene dato un timer. Se il giocatore è in grado di terminare entro 60 minuti, l'immagine completata sarà a colori. Il gioco include tre modalità: Picross normale, Mega Picross e Micross: i primi due condividono i puzzle ma in un ordine diverso; inoltre Mega Picross presenta numeri di suggerimento più grandi chiamati Mega Numbers, estesi su due file. Micross consiste in un puzzle complessivo e in più micro puzzle.
Le immagini di ogni puzzle sono basate su personaggi e oggetti di Twilight Princess, a eccezione dei puzzle tutorial.
Midna offre al giocatore tutorial e suggerimenti su come completare i puzzle. È inoltre possibile attivare e disattivare diverse impostazioni della guida, tra cui funzioni di controllo automatico e di navigazione, e una Hint Roulette. Se attivo, all'inizio di ogni enigma, la Hint Roulette può essere centrifugata, riempiendo una riga orizzontale e una fila verticale. La navigazione fornisce alcuni numeri in blu che aiutano a risolvere i puzzle più rapidamente.
La funzione di autocontrollo corregge automaticamente qualsiasi casella occupata erroneamente, ma diminuendo i minuti a disposizione per completare il picross.
Dopo aver completato un puzzle, viene assegnato un Miiverse Stamp basato sulla soluzione del puzzle, a colori se il picross è stato risolto entro il tempo limite, o in bianco nero se il tempo non è stato sufficiente. L'immagine tenuta può essere condivisa su Miiverse.
Quando una modalità è completata, una medaglia d'oro appare accanto ad essa. Quando ogni puzzle è risolto, il miglior tempo complessivo di ciascuna modalità appare nel menu principale.

## Accoglienza
| Testata                        | Giudizio |
| ------------------------------ | -------- |
| Metacritic (media al 6-7-2021) | 80/100   |
| NF Magazine                    | 90/100   |
| Nintendo Life                  | 8/10     |
| Nintendo World Report          | 7/10     |

Il gioco è stato accolto discretamente dalla critica, ricevendo recensioni buone e valutazioni medio-alte da parte della critica specializzata e dei revisori.
Nintendo Life ha reputato il gioco "un'offerta forte se inserita nel giusto contesto", apprezzando in particolare "i puzzle ben strutturati e presentati in modo elegante e con molto fascino", ma lamentando "la mancanza di un'opzione di zoom che agevolerebbe i modelli 3DS più piccoli". Secondo Neal Ronaghan di Nintendo World Report il gioco "non aggiunge molto alla serie di Picross, ma riesce a far sorridere i fan del franchise di Zelda anche solo grazie alla semplice presenza di una melodia", giudicandolo "un'esperienza allettante, una ricompensa per cui vale la pena lottare". 